# Pylopagurus corallinus
Pylopagurus corallinus är en kräftdjursart. Pylopagurus corallinus ingår i släktet Pylopagurus och familjen eremitkräftor. Inga underarter finns listade i Catalogue of Life.